# Sardineta (prenda)

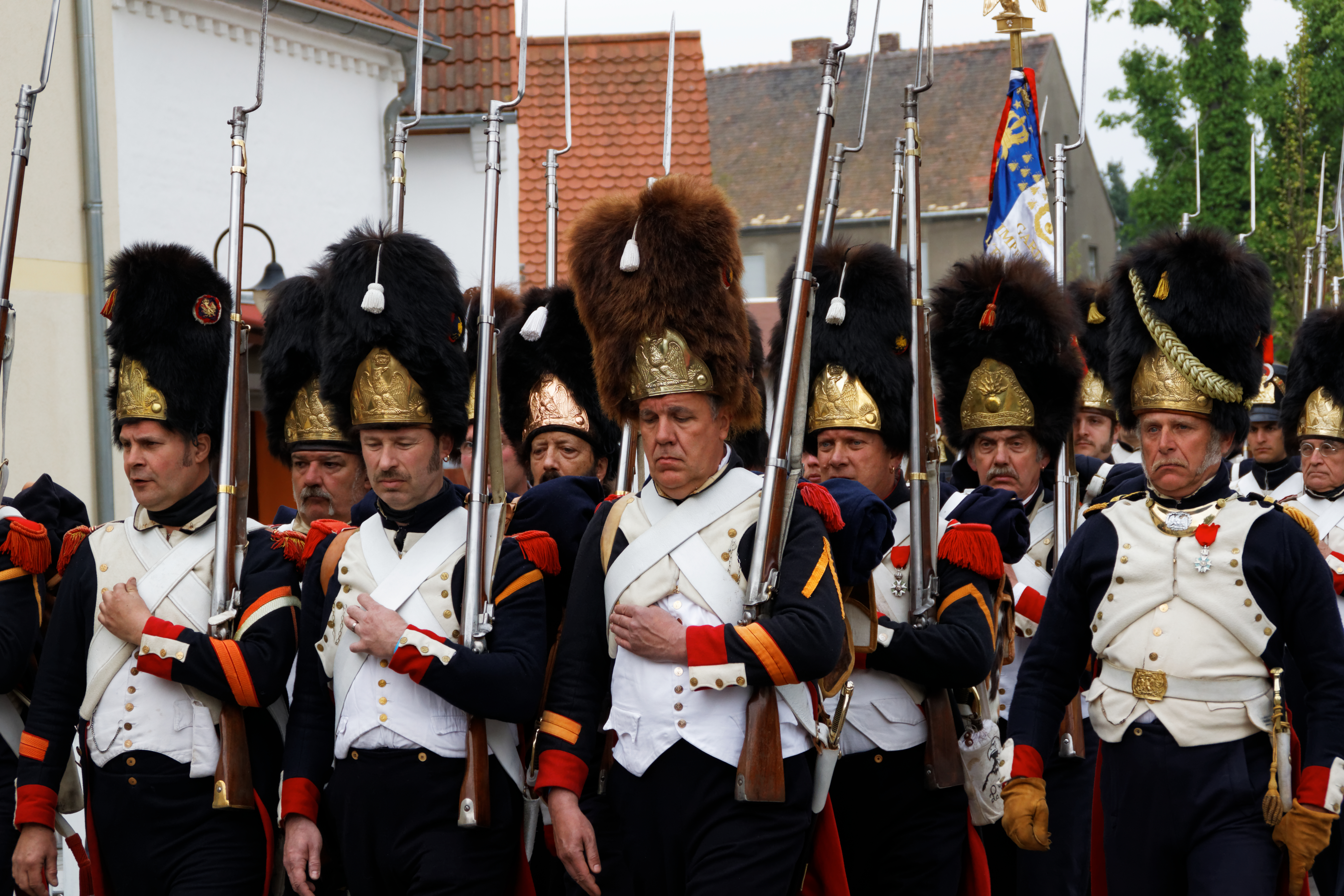
Uniformes de granaderos con sardinetas (galones) en las bocamangas

Se llama sardineta o chebrón (también chevrón) al adorno que llevan en la bocamanga de sus uniformes los cuerpos de granaderos y cazadores de infantería. Consisten en galones terminados en punta; los oficiales de la plana mayor los llevan dobles. 